# Nádraží Holešovice (stanice metra)
Nádraží Holešovice (zkratka NH; do 22. 2. 1990 Fučíkova. Uvažovalo se i o názvu Partyzánská) je stanice trasy C metra u nádraží Praha–Holešovice ve čtvrti Holešovice. Byla postavena jako konečná úseku III.C, kteroužto roli plnila od otevření v listopadu 1984 až do prodloužení metra do Kobylis v červnu 2004. Slouží také jako přestupní uzel pro městské tramvajové a autobusové linky a pro sousední autobusové nádraží, odkud odjíždějí autobusy směrem do severních Čech.

## Charakteristika stanice
Až do roku 2004 byla nejsevernější stanicí metra C, poté však byla trasa prodloužena až do stanice Ládví a posléze, v roce 2008, až do stanice Letňany.
Stanice je hloubená, s dvěma obratovými kolejemi, s dvěma vestibuly. Nachází se jen 7 m pod zemí, což v letech 2000-2004 působilo inženýrům pracujícím na výstavbě úseku IV.C1 velké potíže; nakonec museli odstavné koleje ohnout dolů, aby vůbec mohla trasa vést pod Vltavou. (Původní plány z 80. let počítaly s tím, že Vltava bude překonána mostem.) Povodně v srpnu 2002 stanici zatopily a voda následně pronikla i na staveniště prodloužení a do již vybudovaných a vysušených tunelů pod Vltavou (zpřístupněných krátce předtím na dni otevřených dveří).
Z nástupiště vedou dva výstupy – jižní, který vede po eskalátorech do povrchového proskleného vestibulu k tramvajové zastávce a terminálu autobusů (do roku 2004 významný přestupní bod pro MHD ze sídlišť na Severním městě; více viz Holešovice#Doprava) a severní, vedoucí po pevném schodišti (nedávno dostavěn také výtah) k odbavovací hale nádraží Praha-Holešovice. Stanice byla stavěna na začátku 80. let, celkové náklady činily 319 mil. Kčs.

## Fotogalerie

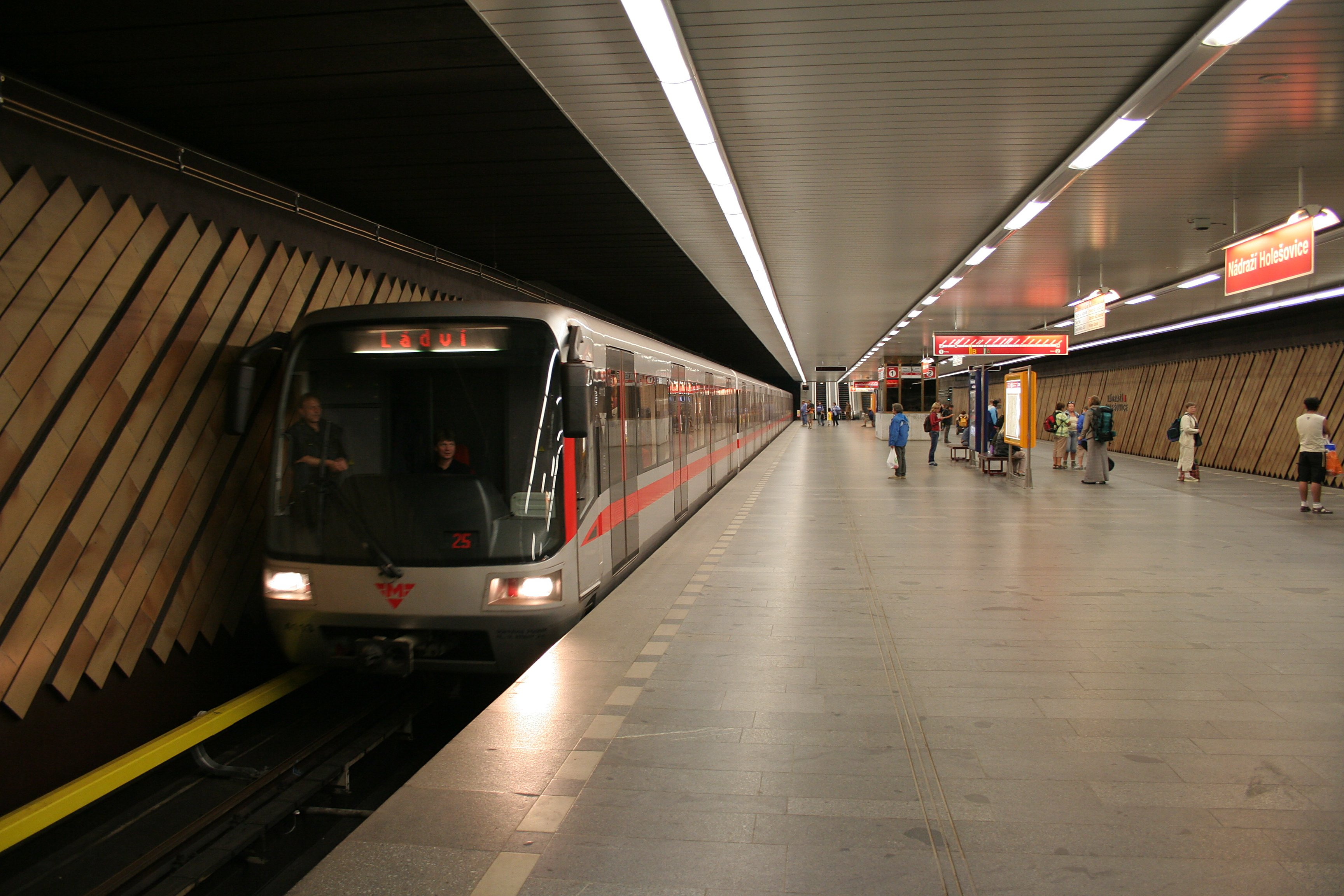
Stanice s vjíždějící soupravou
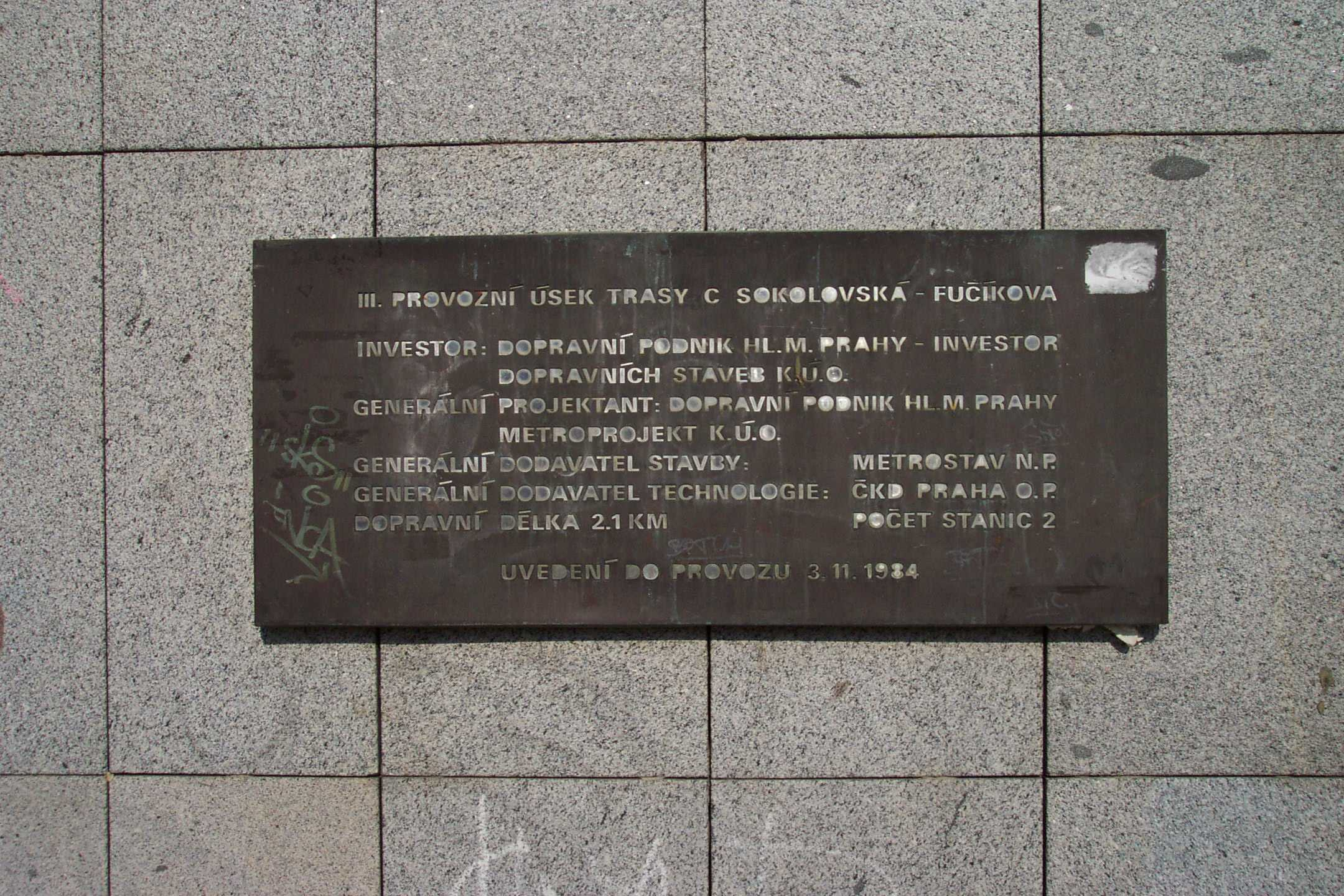
Pamětní cedule věnovaná otevření úseku metra III.C roku 1984
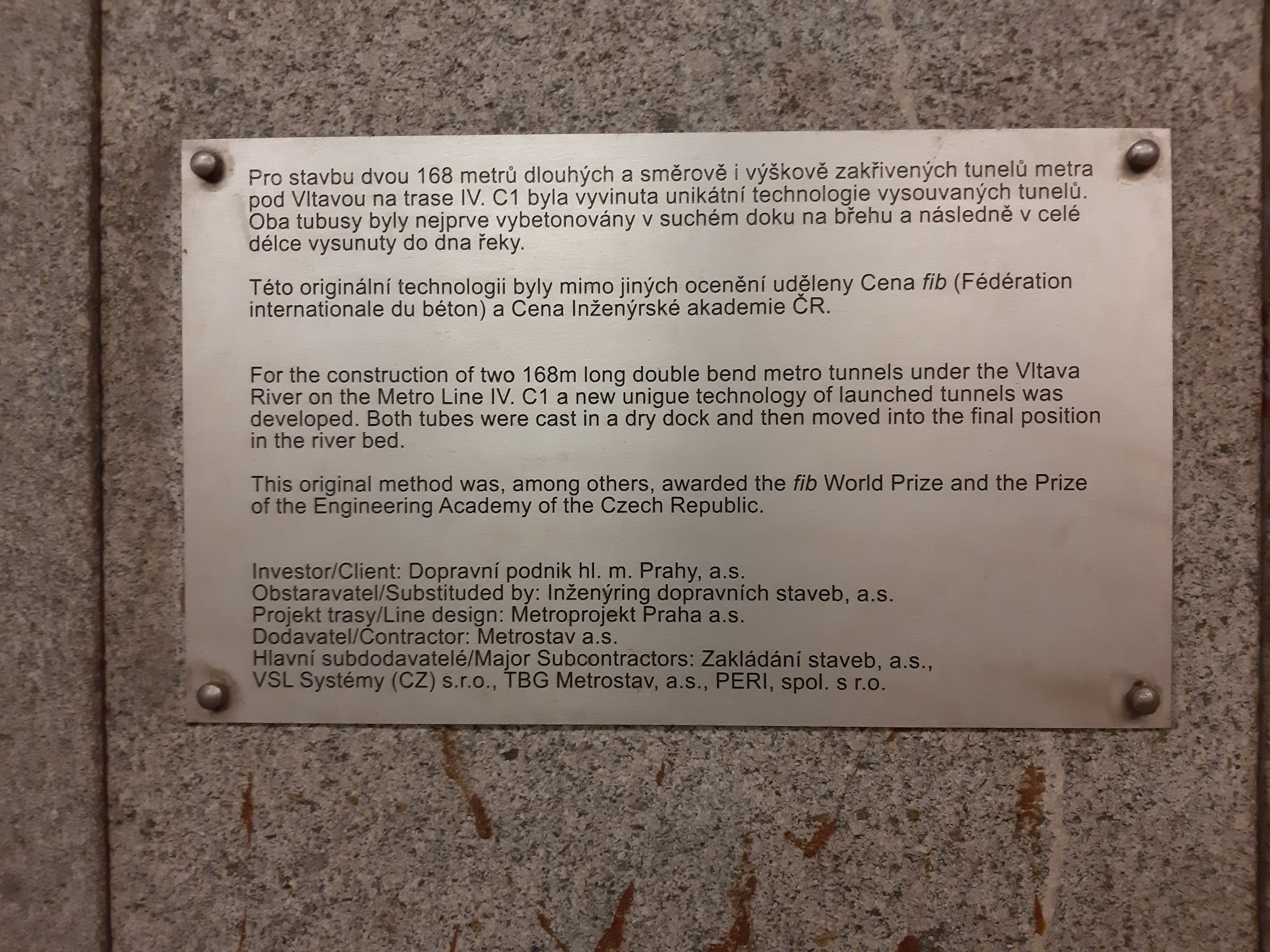
Cedule popisující unikátnost stavby
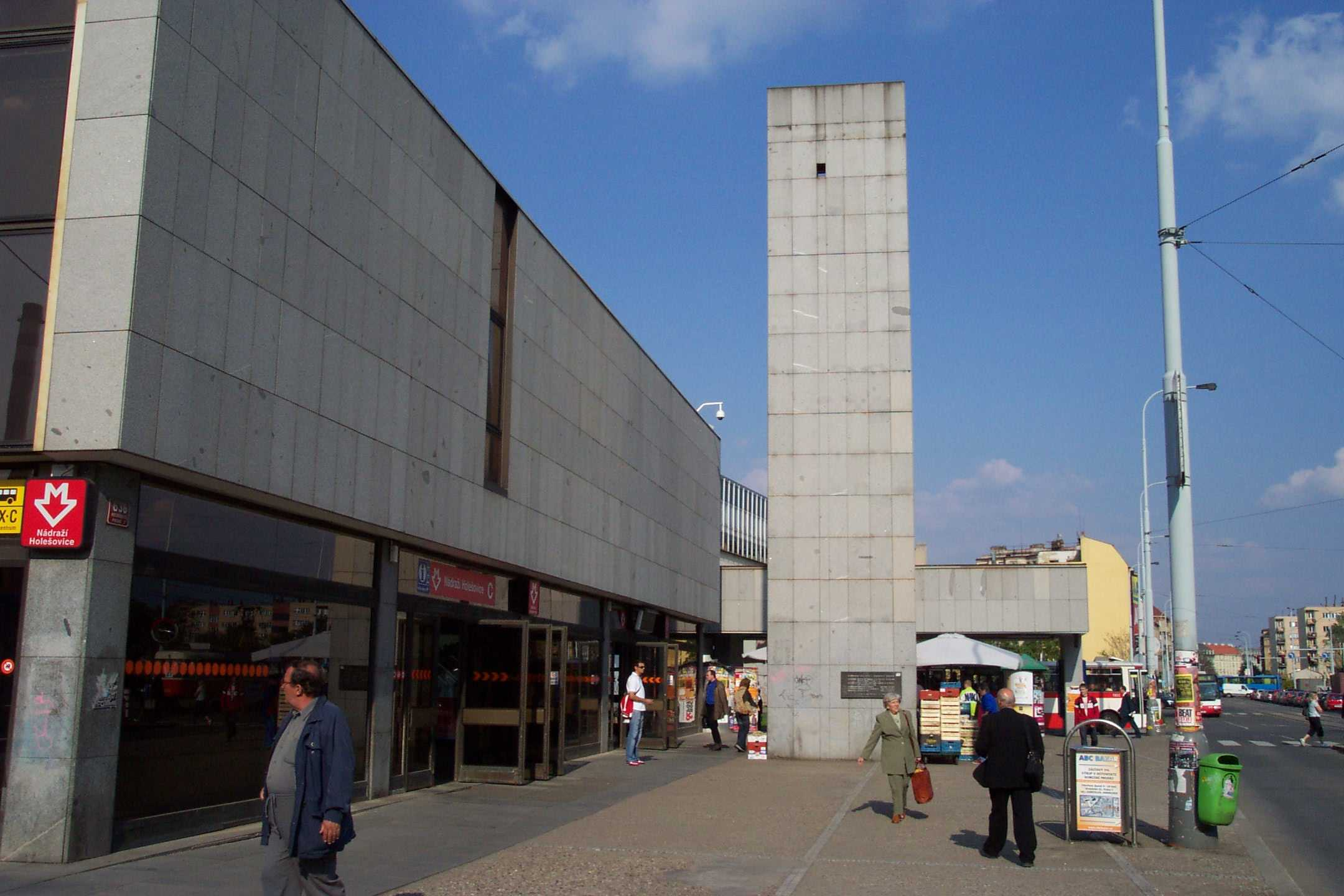
Povrchový jižní vestibul
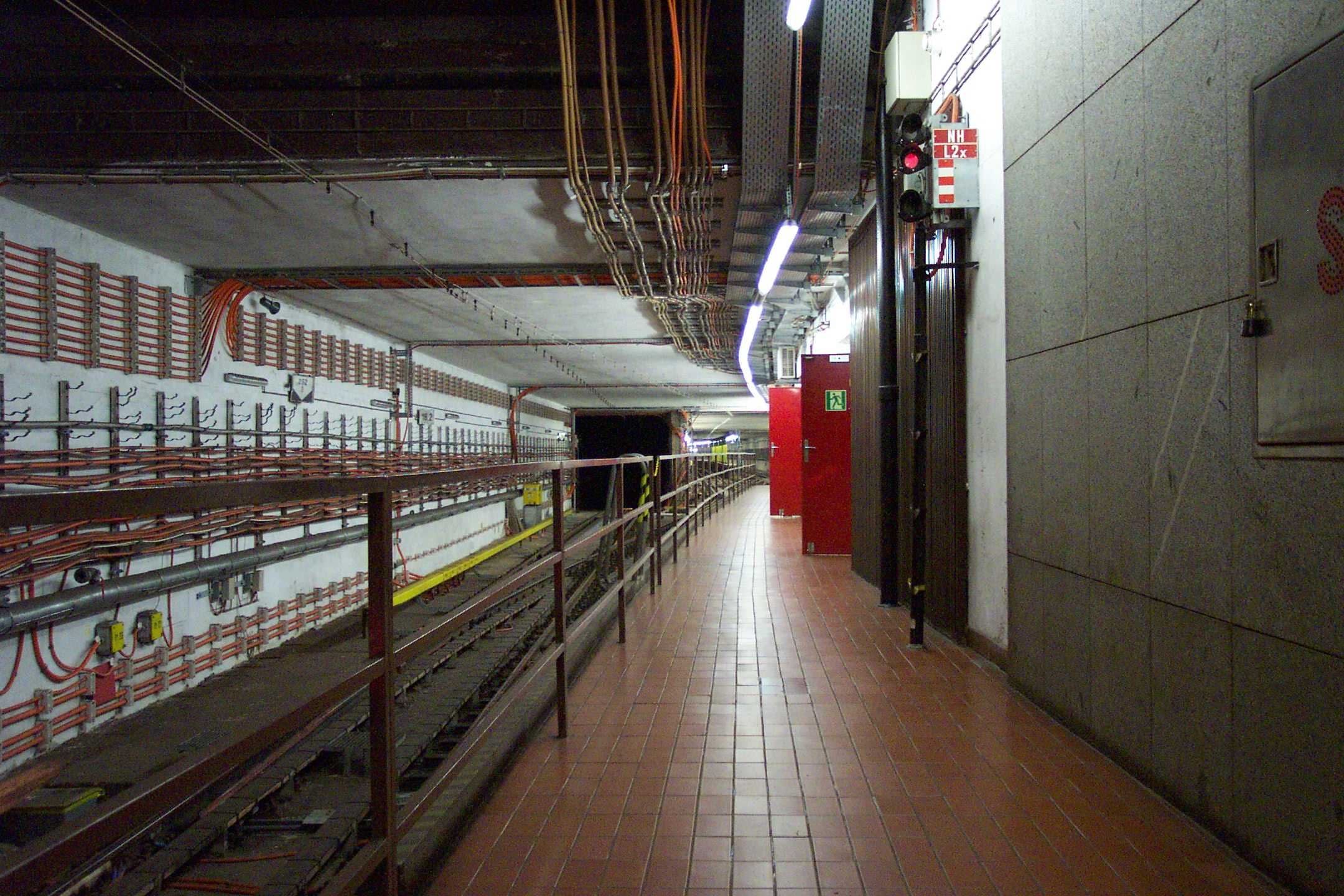
Obratiště za stanicí
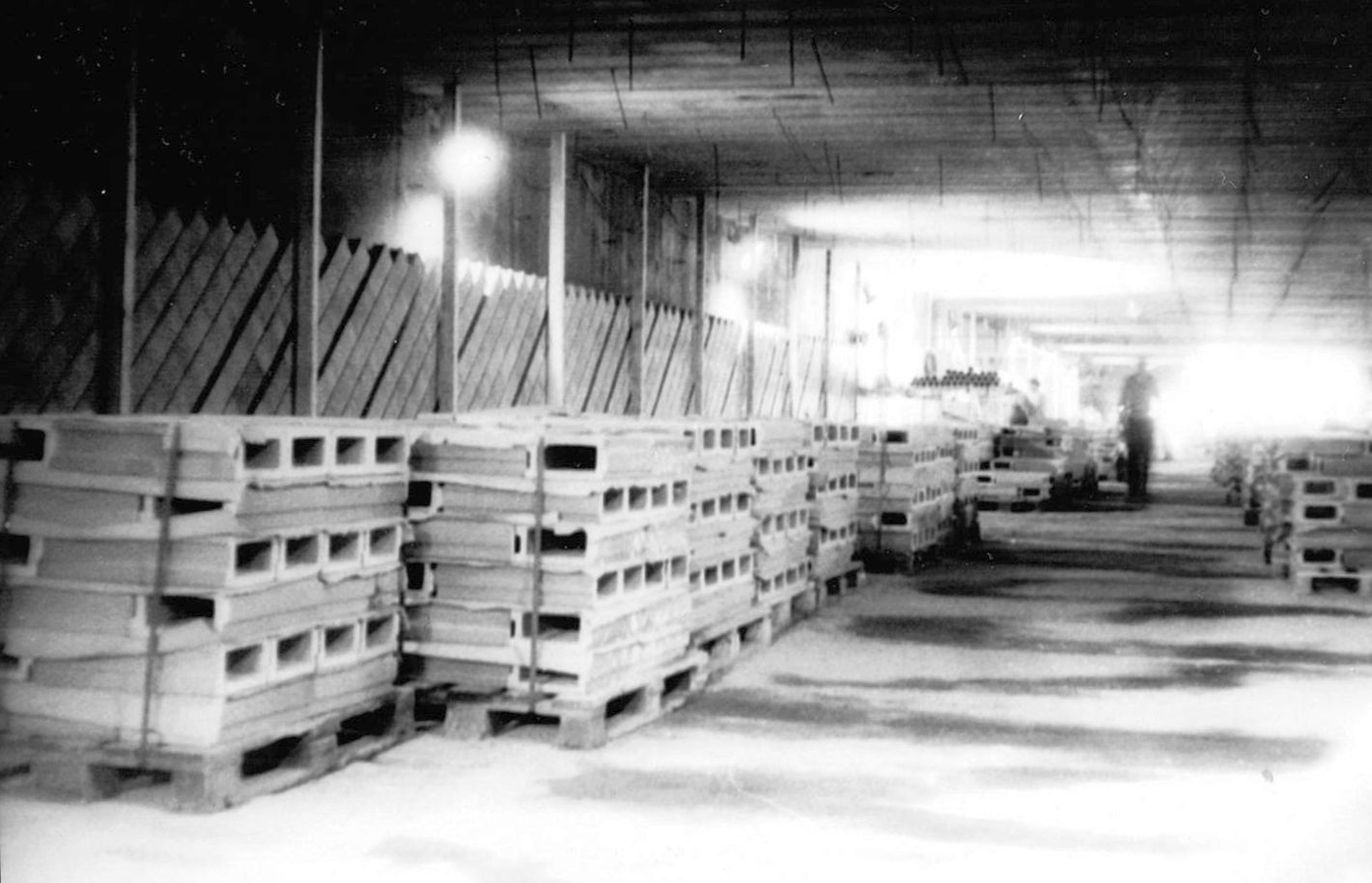
Výstavba stanice v létě 1983
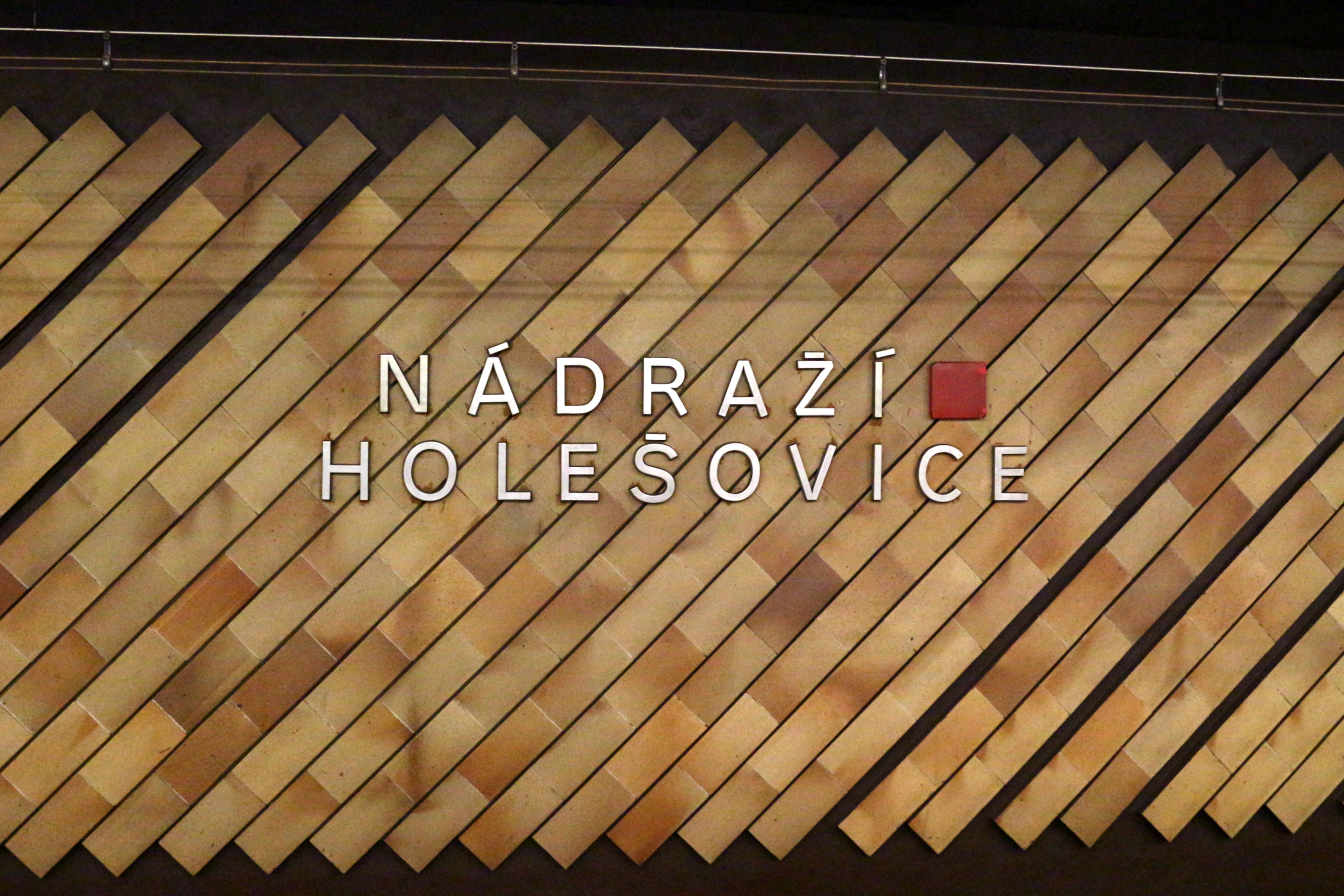
Vzor keramického obložení stanice
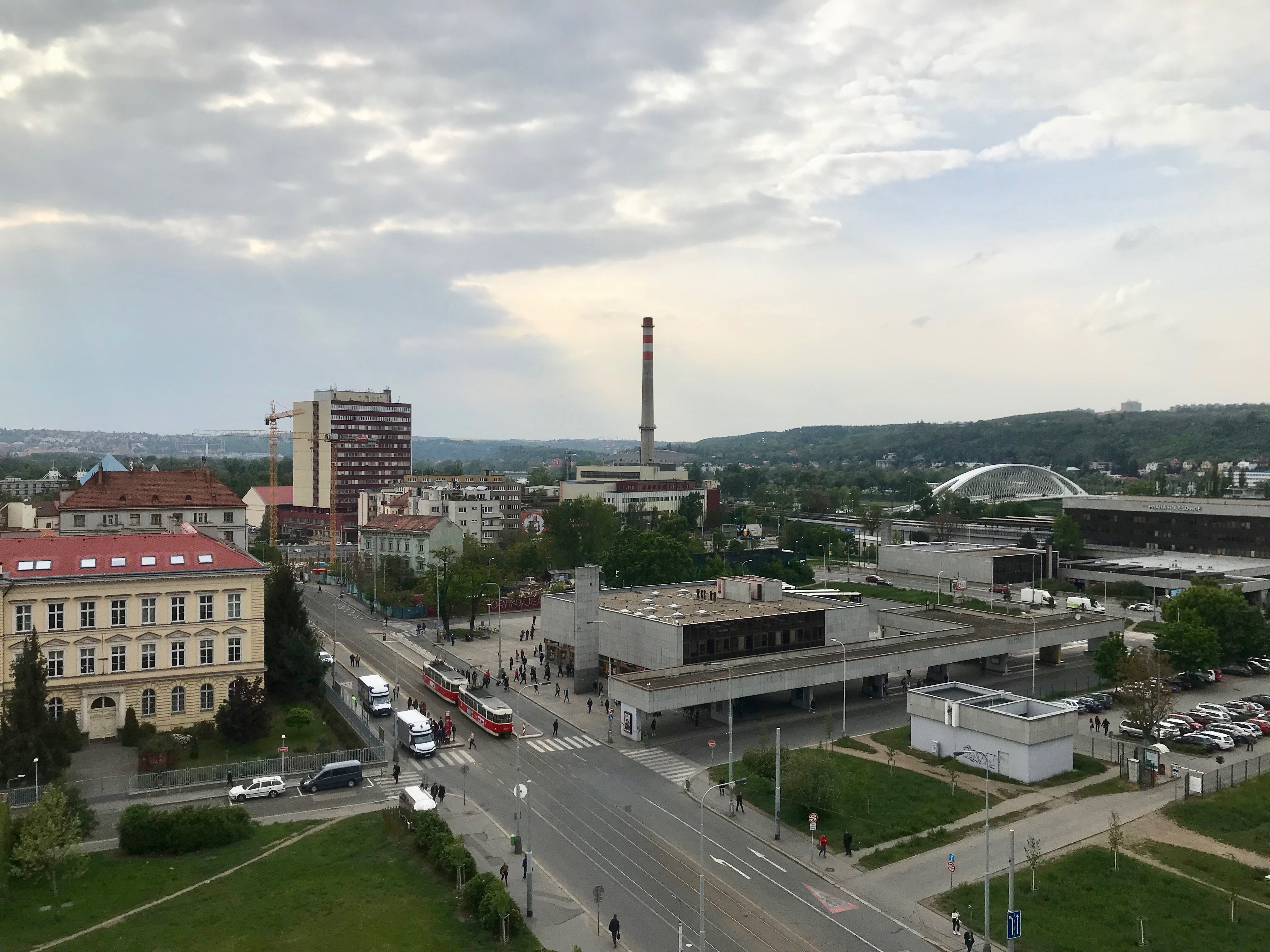
Jižní vestibul, vlevo tramvaje, vpravo autobusy
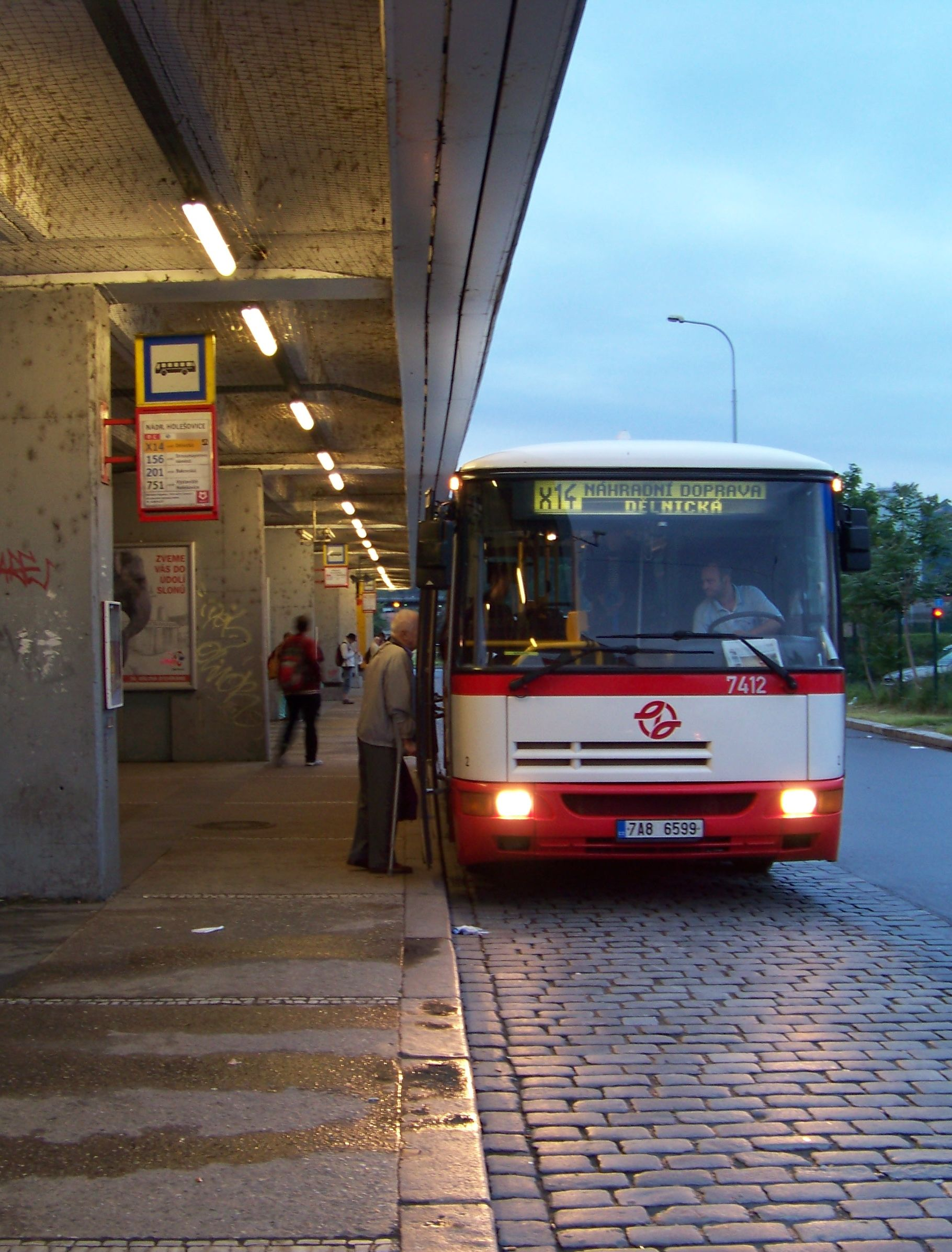
Terminál městských autobusů
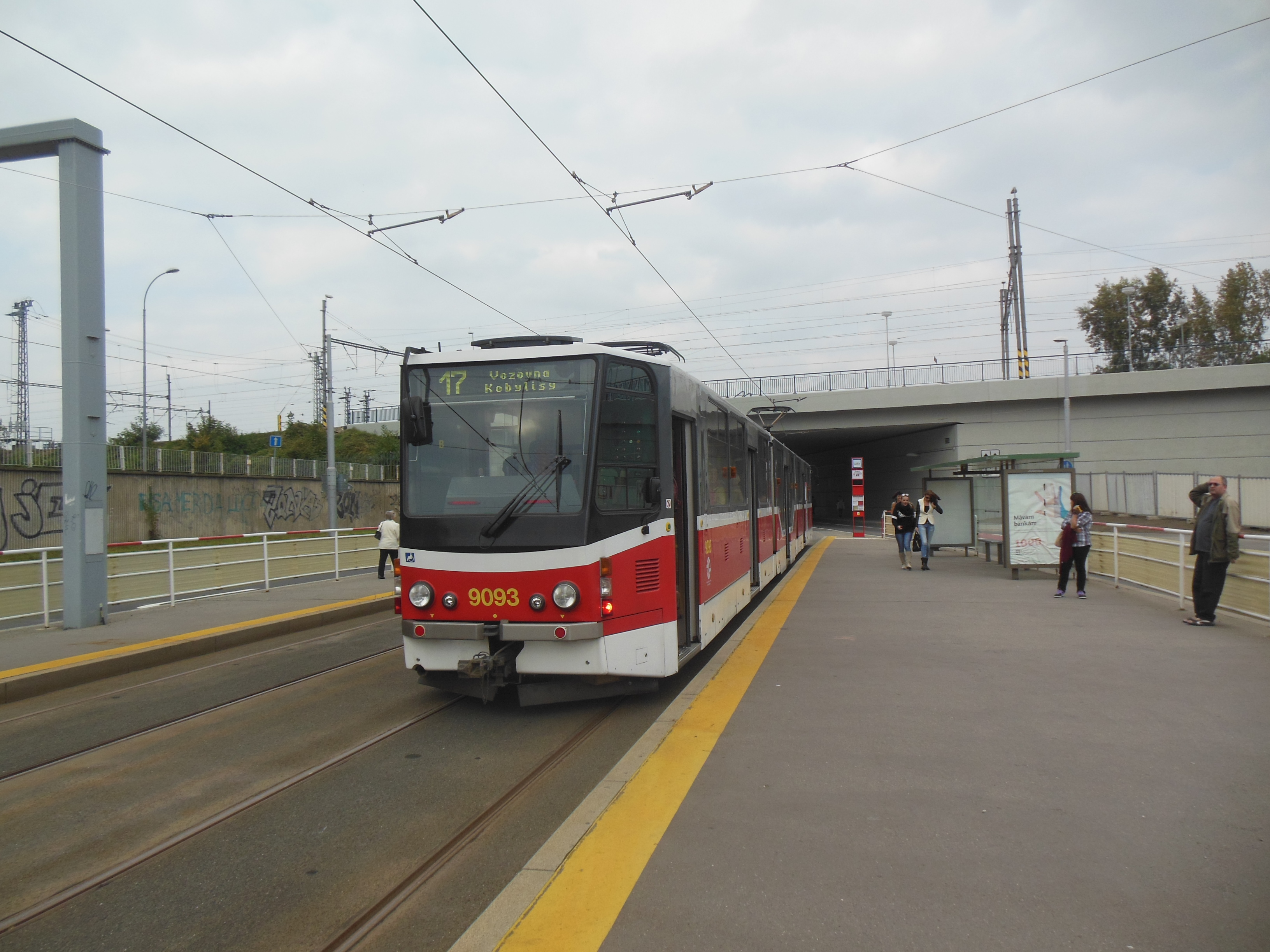
Tramvajová zastávka u severního vestibulu
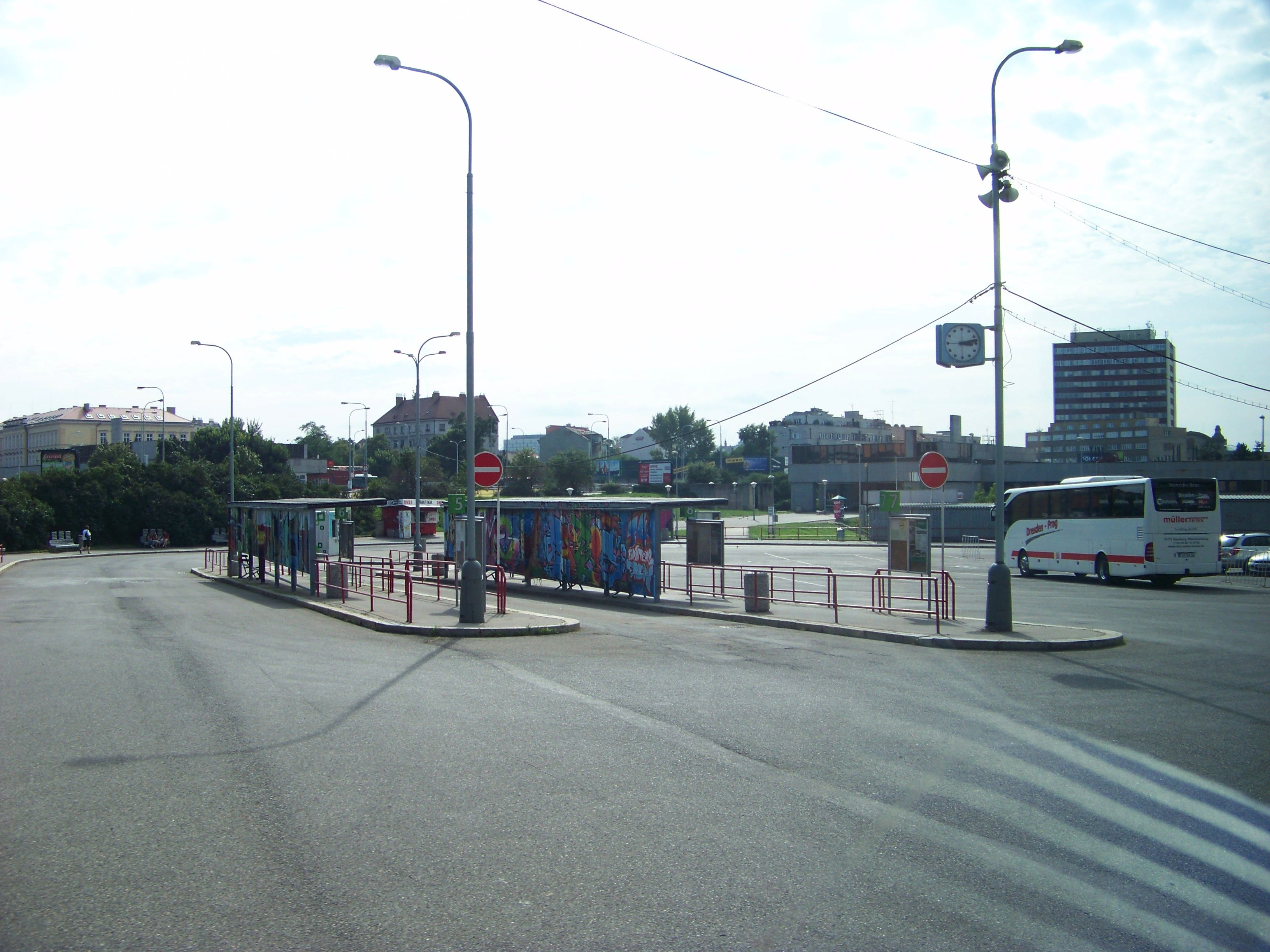
Autobusové nádraží (září 2013)
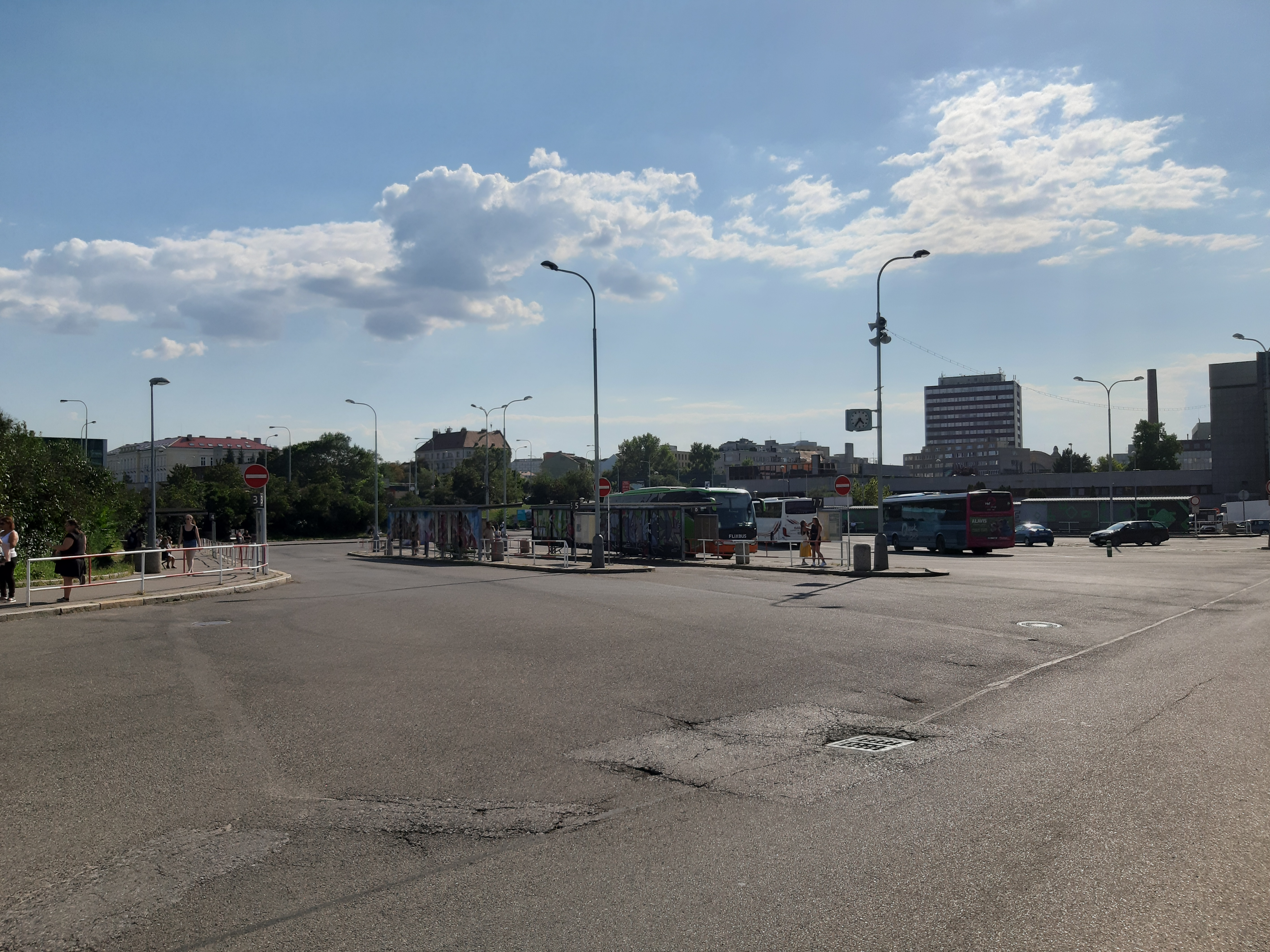
Autobusové nádraží (srpen 2022)